# Collège des jésuites de Bourges
Le collège des jésuites de Bourges (plus tard appelé collège Sainte-Marie), était une institution d'enseignement catholique pour garçons fondée en 1573 et gérée par les jésuites jusqu'en 1764. Lorsque les jésuites sont expulsés, l'institution change plusieurs fois de nom et de direction, au long du XIXe siècle. Les bâtiments abritent aujourd'hui l'École nationale supérieure d'art de Bourges. L'édifice fait partie des monuments historiques de Bourges.

## Historique

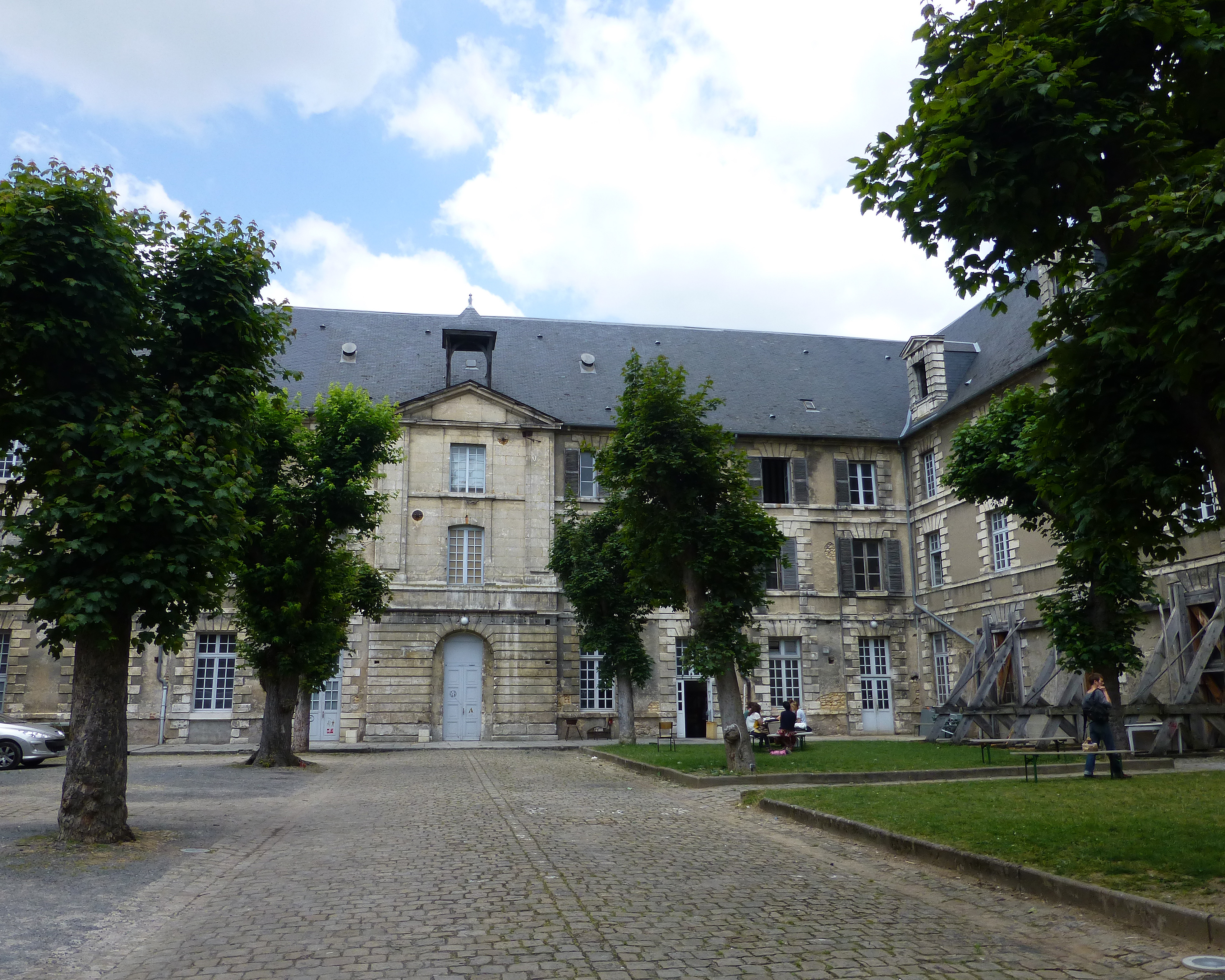
Côté cour

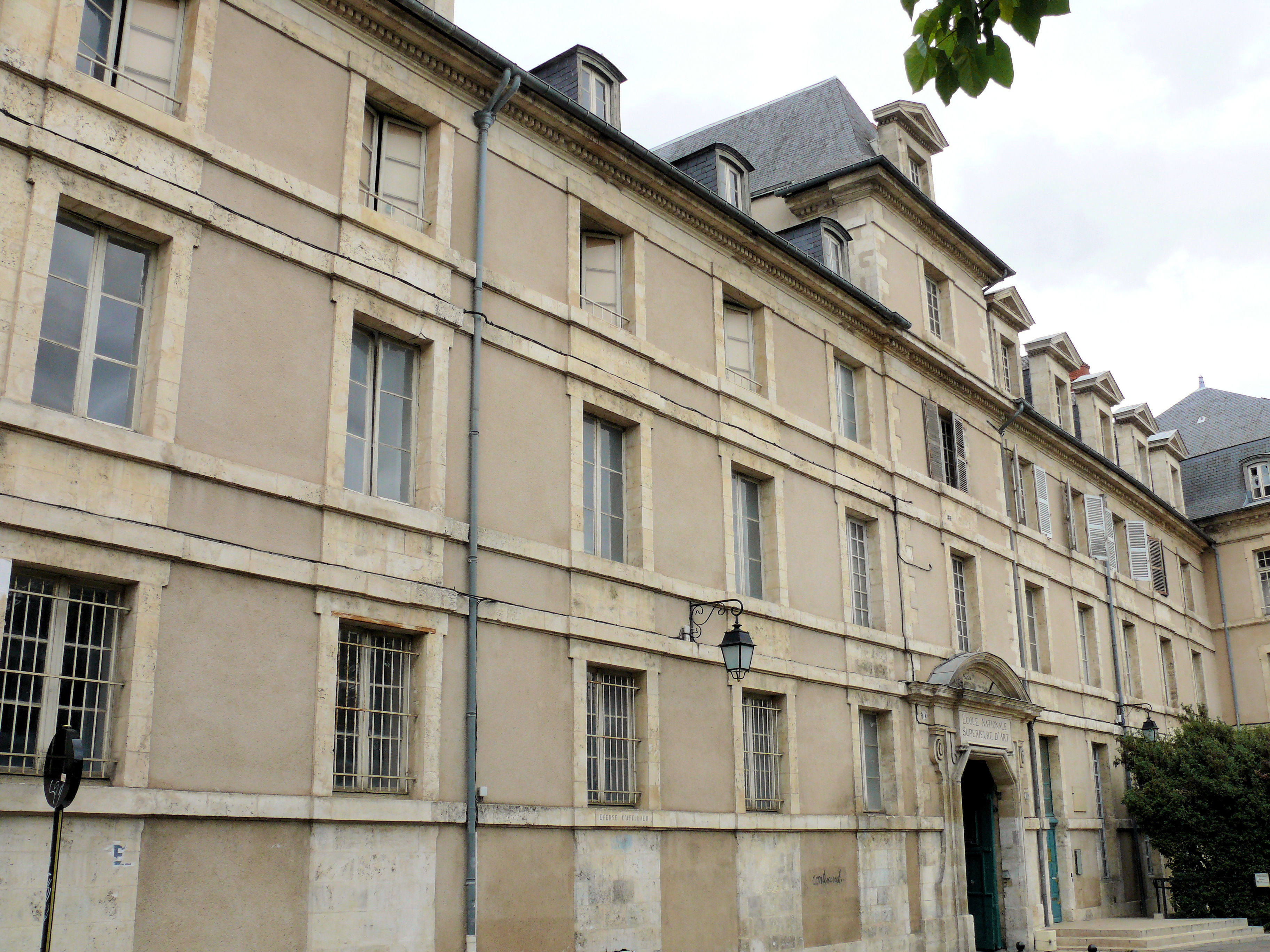
Entrée côté rue

Cet édifice classique d'une grande sobriété a été construit vers 1615 selon les plans du jésuite Étienne Martellange. Il se trouve dans le cœur historique de la ville. Les jésuites sont arrivés à Bourges en 1572. Jean Niquet, abbé de Méobecq et de Saint-Gildas en Berry, qui est propriétaire du lieu, confie en 1573 aux jésuites la gestion de ce collège de garçons qui font construire le bâtiment actuel une quarantaine d'années plus tard. Il sert alors de collège, ainsi que de séminaire pour les étudiants en théologie. Grâce aux dons du prince de Condé, le grand corps de logis est construit entre 1625 et 1635, comme il se présente aujourd'hui. L'aile sud bâtie côté rue est construite en 1637 pour agrandir le pensionnat. Le grand escalier d'honneur date du XVIIIe siècle.
Lorsque les jésuites sont dispersés sous le règne de Louis XV en novembre 1764, il est mis en régie. En 1786, les Pères de la Doctrine chrétienne s'y installent. La Révolution ferme le collège Sainte-Marie qui devient école centrale en 1795, puis lycée impérial en 1803 (16 floréal an XI). Il est appelé collège royal à la Restauration en 1815 et devient collège de deuxième classe en 1828. Il redevient lycée de Bourges en 1848 et lycée impérial de Bourges sous le Second Empire. Il est nommé sous la IIIe République, lycée de la rue de Paradis (rue Branly actuelle) et il est rebaptisé lycée Alain-Fournier (qui y fut élève) en 1937. Le lycée déménage dans d'autres lieux en 1966.
Par arrêté du 17 juin 2004, les bâtiments de l'ancien collège sont partiellement inscrits au titre des monuments historiques.

## Personnalités
Le collège compta parmi ses élèves:
- Louis Lallemant (qui y fut élève et enseignant),
- Paul Ragueneau,
- le Grand Condé,
- Louis Bourdaloue,
- Paul-Adrien Bourdaloue, dont le père était enseignant de l'établissement[4] après 1795.